# Françoise d'Aubigné de Maintenon
Françoise d'Aubigné "Madame de Maintenon", född 27 november 1635, död 15 april 1719, var en fransk hovdam; morganatisk hustru till kung Ludvig XIV av Frankrike från 1684. Hennes äktenskap med kungen var inofficiellt och aldrig öppet erkänt, och hon var aldrig drottning av Frankrike utan bar istället titeln markisinna de Maintenon (marquise de Maintenon). 
Madame de Maintenon växte upp som adlig men fattig, och blev tidigt föräldralös. Efter ett konvenansäktenskap med författaren Paul Scarron anställdes hon 1669 som guvernant för kungens barn med sin mätress Madame de Montespan. År 1675 fick hon titeln markisinna och inledde en vänskap med kungen som gjorde att hon 1680 uppfattades ha ersatt Madame de Montespan; när drottningen avled 1683 gift hon sig med kungen. 
Madame de Maintenon beskrivs som allvarlig, intelligent och religiös, och är känd för sitt inflytande över den franska politiken. Hon var ursprungligen hugenott men konverterade till katolicismen, och har traditionellt utpekats som ansvarig för upphävandet av ediktet i Nantes 1683, som upphävde hugenotternas religionsfrihet i Frankrike. Hon var också grundaren av den berömda skolan i St. Cyr. 

## Biografi

### Tidigt liv

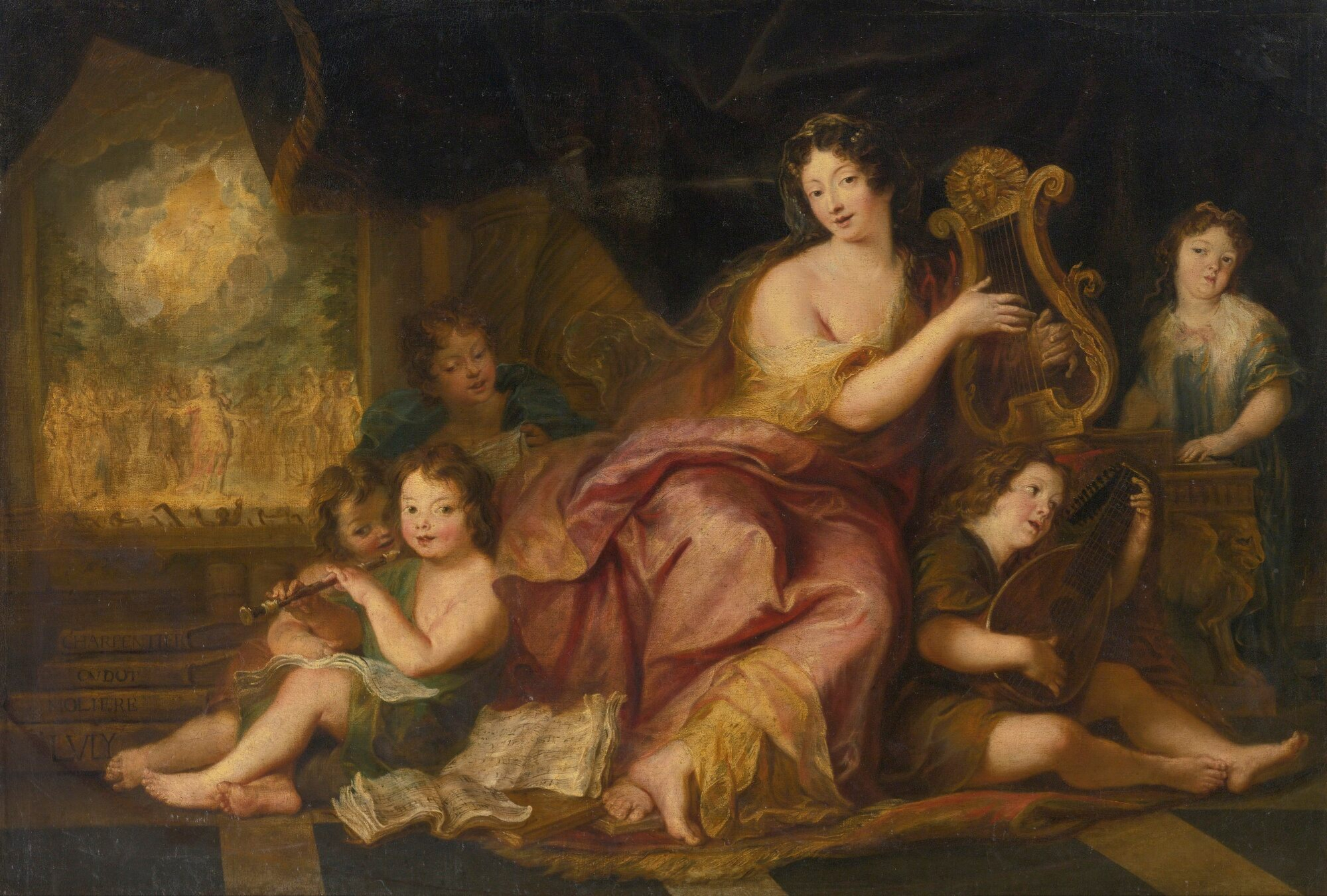
Antoine Coypel - Allegory of Music (Portrait of Mme. de Maintenon with the natural children of Louis XIV)

Françoise d'Aubigné var dotter till hugenotten Constant d'Aubigné och Jeanne de Cardhilhac och sondotter till den franske författaren Agrippa d'Aubigné. Hennes mor var katolik och hon var döpt i den katolska tron och hade katolska gudföräldrar: Suzanne de Navailles och hertig de La Rochefoucauld, men hon uppfostrades som protestant på order av sin protestantiska far. 
Vid tiden för hennes födelse satt hennes far i fängelse anklagad för konspiration mot kardinal Richelieu. När han år 1639 släpptes ur fängelset emigrerade familjen till den franska kolonin Martinique i Västindien. Hon uppges ha fått en strikt uppfostran. 
Hennes far återvände ensam till Frankrike, och hans hustru och barn följde efter år 1647. Föräldrarna avled samma år, och den utblottade Françoise omhändertogs av sin förmögna moster Madame de Villette. Eftersom Villette var protestant, blev hon dock av sina katolska gudföräldrar placerad i kloster, där hon konverterade till katolicismen och blev en starkt troende katolik. Hon mottog den normala klosterutbildningen för flickor, med grundläggande bildning i läsning, skrivning, matematik, franska, latin och hushållskunskap, med starkt fokus på den katolska religionen. 
Under hennes permissioner från klosterskolan tog hennes gudmors mor grevinnan de Neuillant med henne till Paris och presenterade henne för Parissocieteten, där hon mötte den författaren Paul Scarron, som erbjöd sig att antingen gifta sig med henne eller också utverka tillstånd för henne att bli nunna, de enda två accepterade alternativen för en adlig kvinna enligt tidens sätt att se, och hon gifte sig med honom 1652. 
Hon kom genom sitt giftermål in i Parissocieteten, och umgicks i intellektuella och konstnärliga kretsar. Äktenskapet var barnlöst och uppges aldrig ha blivit fullbordat; Scarron var kroniskt sjuklig, och hon fungerade som hans sjuksköterska fram till hans död, medan han fungerade som hennes lärare i de mer sekulära och intellektuella ämnen som kom att ge henne rykte om att vara intellektuell och lämplig att arbeta som guvernant. 

### Guvernant
Då hon år 1660 blev änka fick hon en pension av änkedrottning Anna av Österrike, men den drogs in av kungen efter hans mors död sex år senare. Hon tvingades leva på välgörenhet från vänner och var beredd att lämna Frankrike för att ta anställning som hovdam hos Portugals drottning Maria Francisca av Nemours, när hon blev presenterad av kungens mätress Madame de Montespan, som förmådde kungen att återställa hennes pension. 
Madame de Montespan tyckte om henne och blev imponerad av hennes bildning, och hon anställdes år 1669 som guvernant till Ludvig XIV:s och Madame de Montespans hemliga barn, och fick ansvaret för deras hushåll på Rue de Vaugirard i Paris. Det uppges att det var Bonne de Pons d'Heudicourt som övertalade henne att tacka ja till anställningen; officiellt anställdes hon som guvernant till d'Heudicourts dotter, och när Maintenon tog med sig kungens hemliga barn på besök till sina föräldrar vid hovet, for de alltid dit i sällskap med d'Heudicourt och hennes dotter Louise som täckmantel. 
När kungen år 1673 legitimerade sina barn med Madame de Montespan utsågs hon som guvernant till kungens legitima barn titeln Guvernant till Frankrikes barn med tillhörande privilegier och högre lön, och hon och barnen flyttades till Château de Saint-Germain och presenterades öppet vid hovet. Hon lärde nu känna kungen, som först ogillade hennes strikta och religiösa sätt, men sedan uppgavs bli tycka allt bättre om hennes uppriktiga och ärliga sätt att tala till honom. 
Hon gavs 1675 av kungen titeln markisinna de Maintenon efter sin egendom Maintenon, som hon hade köpt för sin lön året innan. Efter denna tid noterades det att kungen tillbringade allt mer tid i hennes sällskap. Det är okänt om Ludvig XIV och Madame de Maintenon hade ett sexuellt förhållande före sitt giftermål men de anses inte ha haft det, och hon blev aldrig känd som hans mätress. Däremot tycks de haft ett vänskapsförhållande som fördjupades alltmer som kungens förhållande till Madame de Montespan avtog i slutet av 1670-talet, och Madame de Maintenon, som själv alltid förnekade att hon varit kungens älskarinna, tycks ha influerat kungen att tänka alltmer på religiösa frågor och avstå från att "synda" utanför äktenskap; hon kallade själv deras relation för en "kamp för kungens själ". 
Vid hovet kallades Madame de Maintenon för Madame MaintenANT ("Madame Nu"), men osäkerhet rådde kungens förhållande till henne: hon motsvarade inte hans vanliga typ, och det spekulerades om hon bara var en platonisk vän; om hjälpte honom att skriva sina memoarer; eller om hon snarare agerade hallick och hjälpte honom att skaffa sig unga flickor. 
Madame de Montespan tycks från denna tidpunkt i varje fall ha betraktat henne som en aktiv rival, något som förstörde deras relation. Hon utsågs 1680 till vice dame d'atours hos Frankrikes kronprinsessa Maria Anna Victoria av Bayern, och fick som sådan en tjänst som signalerade att hon skulle stanna vid hovet även sedan de barn hon hade ansvar för som guvernant hade växt upp. 
Vintern 1678-1679 ersattes Madame de Montespan som mätress av Marie-Angelique de Fontanges. Hon har kallats för kungens sista officiella mätress. När Marie-Angelique de Fontanges avled 1681, framstod plötsligt Madame de Maintenon som kungens enda kvarvarande favorit, och det noterades att Madame de Maintenon följde med kungen på alla resor mellan de kungliga slotten; officiellt i egenskap av kronprinsessans hovdam, men eftersom kronprinsessan på grund av sin hälsa inte själv följde med på alla dessa resor, var det uppenbart ett svepskäl.
Drottningen, som blivit ohyfsat behandlad av Madame de Montespan, anmärkte vid samma tid att hon aldrig hade blivit så väl behandlad förut; hon uppfattade inte Madame de Maintenon som en älskarinna utan var snarare glad och tacksam över att nu, som hon uppfattade saken, slutligen ha fått sin make för sig själv.
Det var dock inte sant att kungen hade slutat ha älskarinnor: även om han inte hade en officiell mätress efter Fontanges, hade han ett antal inofficiella älskarinnor vid denna tid. Kungen uppges under denna tid haft mer tillfälliga sexuella förbindelser med Marie-Madeleine Agnès de Gontaut Biron, Louise-Elisabeth Rouxel, Françoise Thérèse de Voyer de Dorée, Marie-Antoinette de Rouvroy och Marie-Rosalie de Piennes - alla under år 1681 - Mme de Saint-Martin året därpå och Marie-Louise de Montmorency-Laval och Julie de Châteaubriant under år 1683, av vilka han gjorde den förra gravid, och Madame de Maintenon uppmanade kungen att upphöra att "synda" av omtanke om sin själ.

### Ludvig XIV:s morganatiska hustru
Ludvig XIV:s drottning Maria Teresia av Spanien avled 20 juli 1683. Någon gång efter drottningens död gifte sig Ludvig XIV och Madame de Maintenon. Enligt en uppgift skedde vigseln i kungens bönekammare på slottet i Versailles vid en okänd tidpunkt någon gång mellan oktober 1683 och januari 1684. Sju vittnen uppges ha närvarat vid ceremonin. 
Vigseln hölls hemlig och några dokument finns inte bevarade, men äktenskapet anses historiskt bekräftat. Orsaken till giftermålet förmodas vara att kungen, efter sin relation med Marie-Angelique de Fontanges, och under inflytande av Madame de Maintenon, hade beslutat att inte längre ha sexuellt umgänge utanför äktenskapet, men ändå inte ville avstå från ett sexualliv, samtidigt som han inte var villig att ingå ett nytt dynastiskt äktenskap. Det finns inga tecken på att kungen hade någon annan sexuell partner än Madame de Maitenon efter deras giftermål. 
Kungens svägerska Liselotte uppger i sina berömda memoarer, att Madame de Maintenon hade låtit Madame de Montespans barn intala henne att kungen var otrogen mot henne, något som fick Montespan att gräla med kungen, vilket drev honom till Maintenon, som intalade honom att hans relation till Montespan var en synd; när kungen hade brutit med Montespan hade hon uppmanat honom att spendera mer tid med drottningen, något som gjorde att denna rekommenderade henne till en tjänst som hovdam; när drottningen sedan avled vägrade Maintenon att hon om omtanke om kungens själ inte kunde bli hans mätress utan begärde att han skulle gifta sig med henne, vilket han gjorde, och därefter aldrig ha utomäktenskapligt sex igen. 
Liselotte uppger att Madame de Maintenon lastade henne för att vara skulden till att kungen aldrig offentliggjorde giftermålet och därmed aldrig gjorde henne till drottning, och deras fiendskap är välkänd.
Vid hovet blev det snabbt klart att äktenskapet hade ägt rum. Kungen kallade henne inte längre vid titel utan endast Madame, precis som han tidigare hade sagt till drottningen; hon använde drottningens loge i kapellet och de tog emot nattvarden tillsammans, något endast gifta par vanligen gjorde; och hon satt vid hedersplatsen under privata middagar och tillställningar där kungens hustru annars skulle ha suttit.  
Äktenskapet blev aldrig offentliggjort och Madame de Maintenon intog därför aldrig rollen som drottning, en titel som aldrig användes om henne. Äktenskapet var därmed i praktiken ett morganatiskt äktenskap och det var underförstått för hovfolket att man förväntades hålla giftermålet i minne utan att nämna det högt, enligt kungens önskan. 
Efter giftermålet deltog hon nästan aldrig mer i offentlig representation eller det officiella hovlivet, och vid de få tillfällen hon gjorde det var det fortfarande officiellt med titel och rang som markisinna, inte som drottning, och hon fortsatte att kallas "Madame de Maintenon". 
Som kungens hustru levde hon vid hovet som en privatperson, utanför de officiella sammanhangen, och höll sig vanligen i sin privatvåning i Versailles, där kungen tillbringade alltmer av sin tid. 
Madame de Maintenon uppges ha dominerat kungens privata familjeliv. När kungens sonson och tronarvinge år 1697 gifte sig med den bara tolv år gamla Marie-Adélaïde av Savojen, skaffade sig Madame de Maintenon ett stort inflytande över denna med syfte att kunna få uppfostra en blivande drottning.
Madame de Maintenon utövade ett stort inflytande på kungen, speciellt i religiösa frågor. Ministrar lade enligt uppgift först fram sina ärenden för henne innan de gick vidare till kungen, som sedan ofta frågade henne om råd, och ibland följde dem. 
Det är också känt att hon hade inflytande i tillsättandet av politiska poster. Till skillnad från vad som ofta har antagits låg hon dock troligen inte bakom upphävandet av ediktet i Nantes eller trakasserierna av protestanterna. 
Trots sin starka religiositet tyckte hon illa om omvändelser under tvång, och gav sitt beskydd till de protestanter som befann sig i hennes egen personal. 
Madame de Maintenon beskrivs som mycket from och ansågs sig bedriva en livslång "kamp för kungens själ". Trots att hon höll sig utanför det offentliga livet vid hovet och endast deltog i kungens privata familjeliv, dominerade hon på många sätt hovet. 
Hon såg till att fylla hovet med personer lojala till henne genom att rekommendera sina sympatisörer till olika hovtjänster, och kungen följde som regel hennes rekommendationer. 
Hon gynnade sina släktingar i sin nya ställning, och tog två barn ur sin släkt, Françoise Charlotte d'Aubigné och Marthe-Marguerite de Caylus, till hovet som fosterbarn. 
Vid hovet väckte hennes inflytande ogillande på grund av hennes oklara rang och den strikta moral hon förespråkade, och hennes intensiva religiositet beskrevs av vissa som bigott. 
Hon influerade Ludvig XIV till en allt större religiös efterlevnad, och under hennes inflytande blev hovet betydligt mer strikt under Ludvig XIV:s senare regeringstid. Hennes anhängare Marguerite de Montchevreuil anklagades för att spionera på andras privatliv och vidarebefordra skvaller om brott mot den strikta moralen till Madame de Maintenon. 
Madame de Maintenon grundade år 1684 skolan Maison royale de Saint-Louis för fattiga adliga flickor i Saint-Cyr, ett av hennes mest kända projekt, som hon engagerade sig mycket i. År 1692 gavs hon visitationsrätt över Frankrikes kloster av påven.

### Senare liv
När kungen insjuknade 1715 förmådde hon honom att underskriva ett dokument där han utsåg sin utomäktenskaplige son, hertigen av Maine, till den blivande Ludvig XV:s förmyndare. Det var en position som i praktiken underminerade ställningen för den blivande kungens förmyndarregent, hertigen av Orleans, som hon ansåg omoralisk, och som hade utsetts till den nya barnakungens regent. Maine var före detta elev till Madame de Maintenon, och de hade förblivit nära vänner.  
Detta dokument lämnades dock utan hänseende när kungen väl avlidit, något även kungen tycktes ha utgått ifrån. 
Efter Ludvig XIV:s död drog hon sig tillbaka till gästrummet i klosterskolan Maison royale de Saint-Louis at Saint-Cyr-l'École, där hon tillbringade sina återstående år. Under Peter den stores besök i Frankrike besökte han henne där. Under sitt besök frågade han henne vilken sjukdom hon led av, och hon svarade då: "Hög ålder". Hon frågade varför han hade kommit, och han svarade att han kommit för att se allt av värde Frankrike kunde erbjuda. 
Françoise avled på Saint-Cyr 15 april 1719.

## Eftermäle
Ön Isle Madame (först l'Isle de la Marquise) utanför Cape Breton, Nova Scotia, i Kanada, har fått sitt namn efter henne.